# Nghĩa Đức (phường)
Nghĩa Đức là một phường thuộc thành phố Gia Nghĩa, tỉnh Đắk Nông, Việt Nam.

## Địa lý
Phường Nghĩa Đức nằm ở trung tâm thành phố Gia Nghĩa, có vị trí địa lý:
- Phía đông giáp xã Đắk Nia và huyện Đắk Glong
- Phía tây giáp phường Nghĩa Thành
- Phía nam giáp phường Nghĩa Trung và xã Đắk Nia
- Phía bắc giáp phường Quảng Thành.

Phường Nghĩa Đức có diện tích 16,98 km², dân số năm 2021 là 7.423 người, mật độ dân số đạt 437 người/km².

## Hành chính
Phường Nghĩa Đức được chia thành 5 tổ dân phố: 1, 2, 3, 4, 5.

## Lịch sử
Ngày 27 tháng 6 năm 2005 Chính phủ ban hành Nghị định 82/2005/NĐ-CP về việc thành lập phường Nghĩa Đức trên cơ sở:
- Điều chỉnh 99 ha diện tích tự nhiên và 2.981 người của thị trấn Gia Nghĩa
- Điều chỉnh 333 ha diện tích tự nhiên và 235 người của xã Đắk Nia
- Điều chỉnh 1.232 ha diện tích tự nhiên và 710 người của xã Quảng Thành.

Sau khi thành lập, phường có 1.664 ha diện tích tự nhiên và 3.926 người.
Ngày 17 tháng 12 năm 2019, Ủy ban thường vụ Quốc hội ban hành Nghị quyết số 835/NQ-UBTVQH14 về việc thành lập thành phố Gia Nghĩa thuộc tỉnh Đắk Nông. Phường Nghĩa Đức thuộc thành phố Gia Nghĩa.